# LIVE EPIC 25
LIVE EPIC25（ライブエピックにじゅうご）は、エピックレコードジャパン（現：ソニー・ミュージックレーベルズ）の創立25周年記念イベントとして歴代アーティスト（下記参照）により開催されたライブイベント。2003年2月16日に大阪城ホール、2003年2月22日と23日に国立代々木競技場第一体育館でそれぞれ開催された（計3公演）。協賛はサントリー（現：サントリーホールディングス）。

## 概要
参加アーティストはEPICに於いて主に1980年代にデビューし、かつ同時期にブレイクしていた組で構成されており、特に「ロックのEPIC」と呼ばれたイメージを色濃く反映したアーティストたちによるキャスティングとなった。「LIVE EPIC 25」キャンペーンの一環としてオムニバス盤「EPIC25 1980-1985」「EPIC25 1986-1990」「EPIC25 SPECIAL EDITION」、そして「THE LEGEND」と題して各アーティストのベスト盤を11作同日リリース。またEPIC・ソニー制作の音楽番組「eZ」がViewsic（現MUSIC ON! TV）で再放送された。
同イベントはエピックレコードジャパン25周年記念との名目で開催されたが、実際には丸山茂雄の功績を称えるため、賛同したスタッフたちにより企画されたイベントである。ライブ公演中には、佐野元春が観客席にいた丸山を指し「彼がいなければ僕らはここに存在していなかっただろう」と紹介する一幕もあった。木根尚登著『新・電気仕掛けの預言者たち』にもそのことが書かれている。
1999年から活動休止していた大澤誉志幸が久々に聴衆の前で歌を披露したほか、BARBEE BOYSも同イベント限定で再結成するなど話題を呼んだ。当初は岡村靖幸の参加も決定していたが、チケット発売後に「レコーディングの都合」との理由で出演をキャンセル。しかし実際には岡村自身が覚醒剤を所持・使用していたとして覚醒剤取締法違反で逮捕されたため急遽出演が中止され、当時この件については一切公にされなかった。岡村の代理で出演した松岡英明は、「以心伝心」の後奏部分で岡村の楽曲「だいすき」の歌詞の一部を歌唱した。

## 参加アーティスト / セットリスト
※ 斜文字 は、映像パッケージなどには掲載されてない。
- スタート
- オープニング・あこがれの地へ / BO GUMBOS

鈴木雅之 with 桑野信義
1. 「ランナウェイ」
  - MC

2. 「め組のひと」
  - MC

鈴木雅之 with 鈴木聖美
1. 「TAXI」
  - MC

2. 「ロンリー・チャップリン」
  - MC

鈴木雅之 with 大澤誉志幸
1. 「ガラス越しに消えた夏」

大澤誉志幸
1. 「CONFUSION」
  - MC

2. 「宵闇にまかせて」
3. 「そして僕は途方に暮れる」

小比類巻かほる
1. 「Hold On Me」
  - MC

2. 「TOGETHER」
3. 「I'm Here」（※アカペラで1コーラスのみ）
  - MC

松岡英明
1. 「以心伝心」
  - SE

大江千里
1. 「YOU」
  - MC

2. 「REAL」
  - MC

3. 「十人十色」

※ 映像ソフトだと、ここまでが Disc 1となる。
THE MODS
1. 「激しい雨が」
2. 「NAPALM ROCK」
3. 「バラッドをお前に」
4. 「I FOUGHT THE LAW」（※THE CLASHのカバー曲。2月23日公演のみ演奏）

HARRY
1. 「風が強い日」
  - SE

BARBEE BOYS
1. 「Blue Blue Rose」（※2月22日公演のみ演奏）
2. 「チャンス到来」（※2月23日公演のみ演奏）
3. 「泣いたままで listen to me」（※2月16日、2月23日公演のみ演奏）
4. 「負けるもんか」
5. 「女ぎつね on the Run」

※ BARBEE BOYSのみ、2003年、2004年の映像ソフトでは未収録。
TM NETWORK
1. 「BE TOGETHER」
2. 「Get Wild」
  - MC

3. 「Self Control」
  - MC

渡辺美里 with 小室哲哉
1. 「きみに会えて」
2. 「My Revolution」
  - MC

渡辺美里
1. 「恋したっていいじゃない」
  - MC

2. 「10 years」

佐野元春
1. 「約束の橋」
2. 「アンジェリーナ」
  - MC

佐野元春 with 全出演アーティスト
1. 「SOMEDAY」

- エンディング・Etupirka / 葉加瀬太郎

## サポートミュージシャン
- 江口信夫（ドラム）
当初は青山純が出演する予定であったが、青山の体調不良のために急遽代役として演奏した。
- 大滝裕子（コーラス）
- 葛城哲哉（ギター）
- Dr.kyOn（キーボード）
- 佐橋佳幸（ギター兼バンマス）
- 西本明（キーボード）
- 荻原メッケン基文（ベース）
- 濱田美和子（コーラス）
- 山本拓夫（サクソフォーン）

## 映像化
- 最終日2003年2月23日国立代々木競技場第一体育館でのステージの模様を放送。
- 映像化の際「映像化の話は聞いていない」とするBARBEE BOYS側と制作スタッフとの間で認識に齟齬が生じたため、結果的にBARBEE BOYSの出演シーンは全てカットされ、お蔵入りとなっていたが、後述のプレミアム上映にあたっては、カットされた部分を含めた完全版が上映された。
- 開催から20年を経過した2023年には、レコード会社創立45周年を記念し、デジタル・リマスターを施した上、完全版として8月21日に1夜限りのプレミアム上映を実施[4][5]。同年9月20日にはプレミアム上映版を収録した映像を、初Blu-ray化としてリリース（後述）。

### テレビ放映
- NHK BS Hi-Vision 2003年5月7日(水) PM11:00-AM0:40 スーパーライブ「GOLDEN 80's～あの頃音楽は輝いていた～」
- NHK BS2（衛星放送第2）2003年5月21日(水) PM11:00-AM0:00 スーパーライブ「あの日、僕らの青春時代」～時を越えた80年代サウンド～
  - 再放送 2003年7月24日(木)0:00-1:00[6]
  - 再放送 2003年8月3日(日)0:50-1:49[7]

※ 2番組は総時間が異なり、BS2の方が40分程短い。放送された映像は後日発売されるDVDとほぼ同じであるが、DVDには未収録の複数アーティストによるスタジオリハーサルの模様が放送された。

### パッケージ販売
- タイトル『Live EPIC 25』（オリジナル：2003年8月20日発売 ／ 再発廉価：2004年12月22日発売）
  - 2枚組DVD、収録時間：3時間30分
    - 規格品番：ESBL-2101（オリジナル盤）
    - 規格品番：ESBL-2204（再発廉価盤）

※ オリジナル・再発廉価盤共に現在、廃盤となっている（2024年時点）。
- タイトル『Live EPIC 25 (20th Anniversary Edition)』（2023年9月20日発売）
  - 規格品番：MHXL-134（2枚組Blu-ray）

※ 初出オリジナル盤には未収録となっていたBARBEE BOYSの歌唱シーンと、上述の衛星放送のみで公開されていたドキュメント映像を初ソフト化。